# مقبرة حرشف حوتب
مقبرة حريشف حتب تم العثور عليها خلال الحفريات في أبي صير وكانت سليمة وكاملة. تعتبر هذه المقبرة نموذجًا تقليديًا للدفن خلال الدولة الوسطى، حوالي 2000 عام قبل الميلاد. يمكن رؤية المكتشفات حاليًا في المتحف المصري لجامعة لايبزيغ Ägyptisches Museum der Universität Leipzig.

## الموقع والوصف
تقع المقبرة في أبي صير، حيث توجد أهرامات الأسرة المصرية الخامسة، ولكن توجد أيضًا دفنات من الدولة الوسطى التي تخص كهنة في العبادة المتعلقة بالأهرامات. تم العثور على مدفن حريشف حتب في حجرة صغيرة ذات قبو نصف دائري مبنية بالطوب الطيني. كانت الحجرة تحتوي في الأصل على بئر، لكن لم تبق له أي بقايا يمكن التعرف عليها. كانت الحجرة في الأصل حوالي 2.5 × 1.7 متر، ومنحها المنقبون الرقم المميز mR 6 (بمعنى الدولة الوسطى، المقبرة 6).
في وسط حجرة الدفن كان يوجد تابوتان لحريشف حتب، تابوت داخلي بداخل آخر خارجي. يحمل كل تابوت على جوانبه الخارجية سطرًا من النقوش. في الداخل، تم تزيينهما بنصوص التوابيت (على الجانب السفلي من الأغطية وعلى الأرضية). تظهر على الجدران صفوف من الأغراض وصيغ القرابين وقوائم القرابين. كانت المومياء بداخل التابوت الداخلي مزودة بقناع يمثل المتوفى، ومستلقية على جانبها الأيسر والرأس موجهًا نحو الشمال. حول العنق كان هناك طوق وبقرب الرأس كان هناك مسند للرأس. بجانب الجثة كانت هناك أقواس وعصي ومزهرية نحاسية.
بجانب التابوت تم العثور على العديد من النماذج الخشبية، بما في ذلك نموذج لمخزن حبوب مزود بتماثيل خشبية للعمال ومطبخ مع العاملين به. بالإضافة إلى ذلك، كانت هناك أربعة نماذج لسفن مع طواقمها. كذلك تمثالان خشبيان يمثلان حريشف حتب، وتمثال ثالث يمثل خادمة. أخيرًا، تم العثور على صنادل خشبية (نماذج أيضًا) وأدوات منمذجة كذلك.
وقد نقشت ألقاب حريشف حتب على التوابيت. ووفقًا لها كان مشرفا على مجموعة من العمال في من سوت (م نسوت هو اسم هرم ني وسر رع) ومدير المالية في من سوت.

مكتشفات من مقبرة حريشف حتب
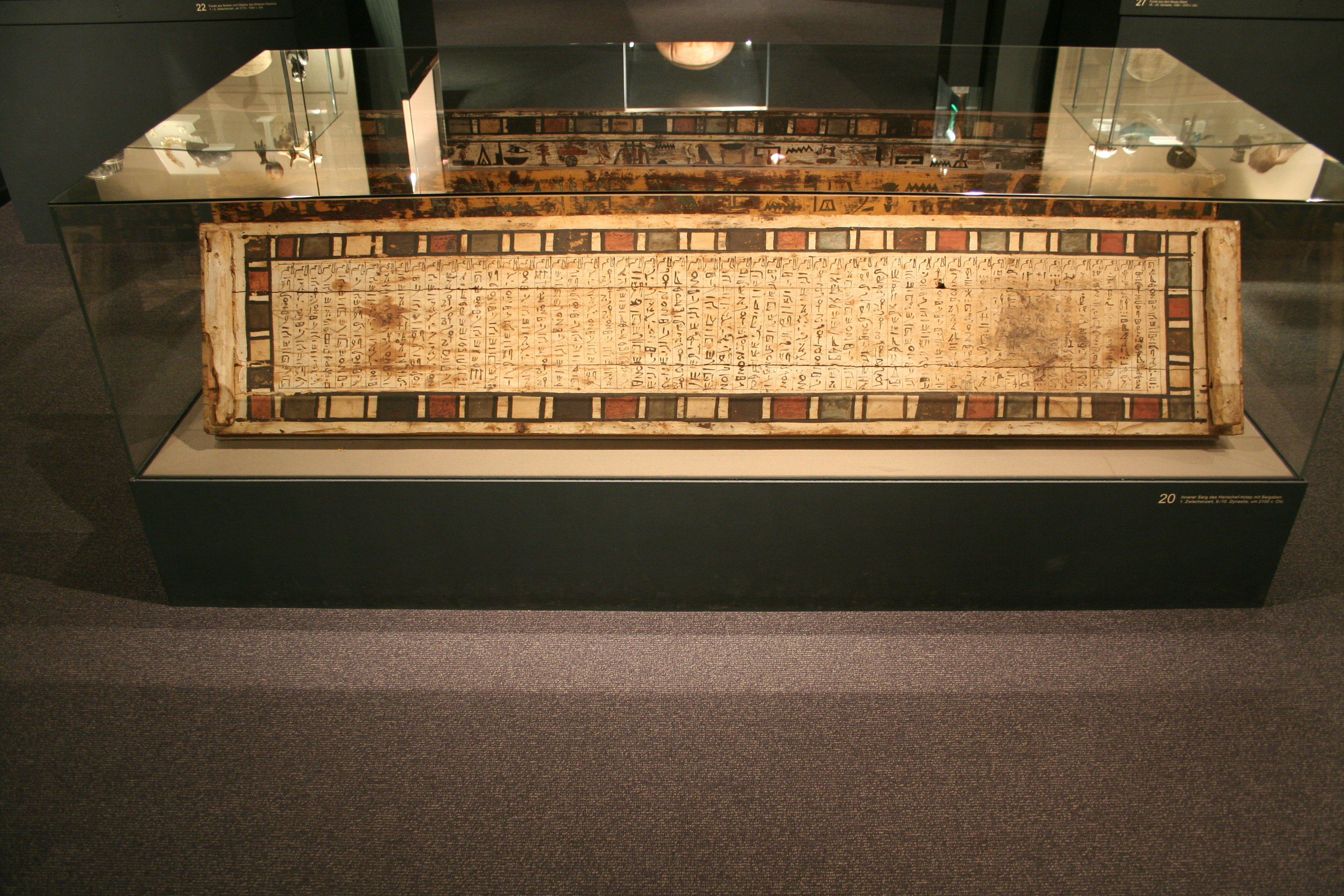
تابوت حريشف حتب
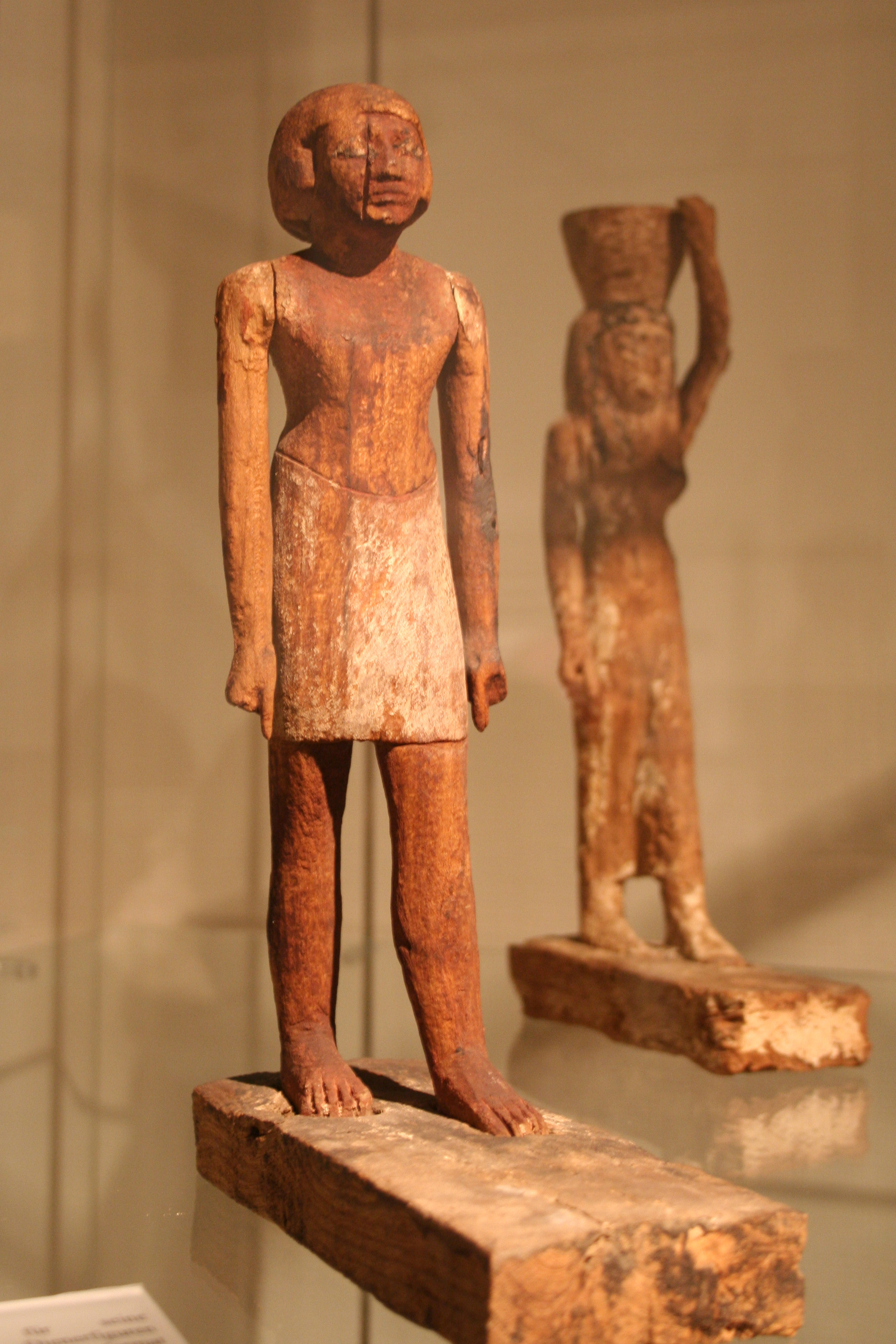
تمثال حريشف- حتب
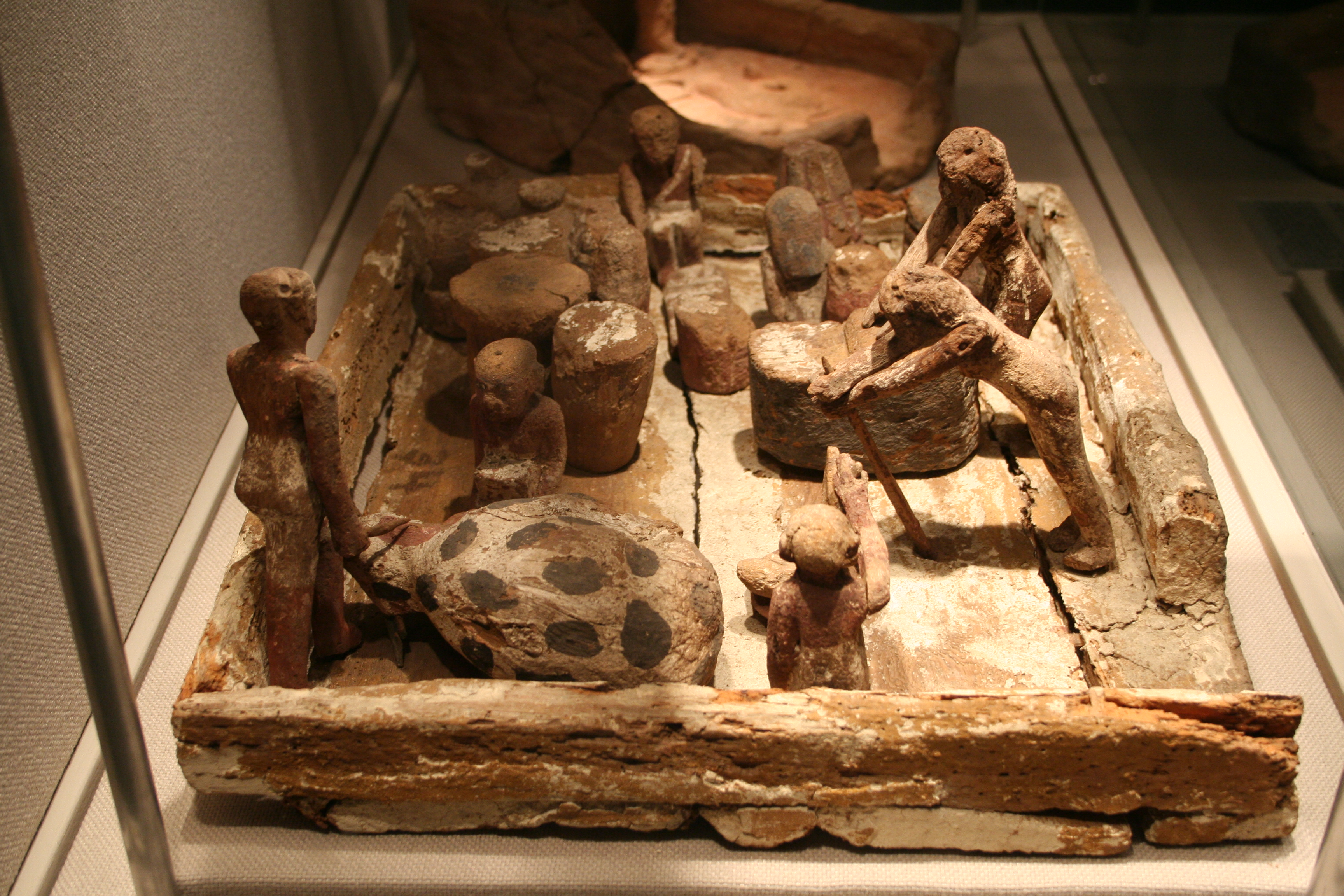
نموذج المطبخ
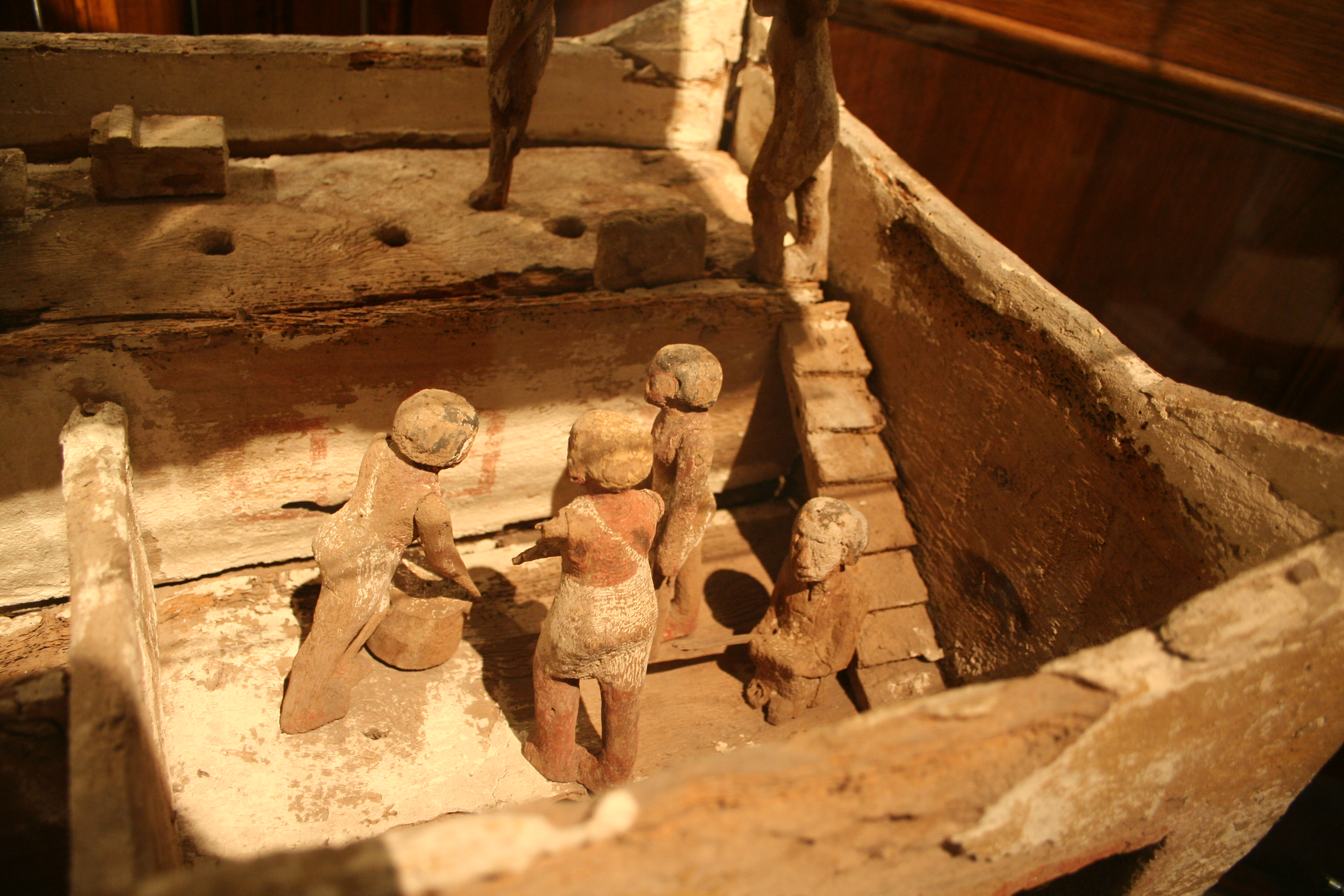
نموذج مخزن الحبوب
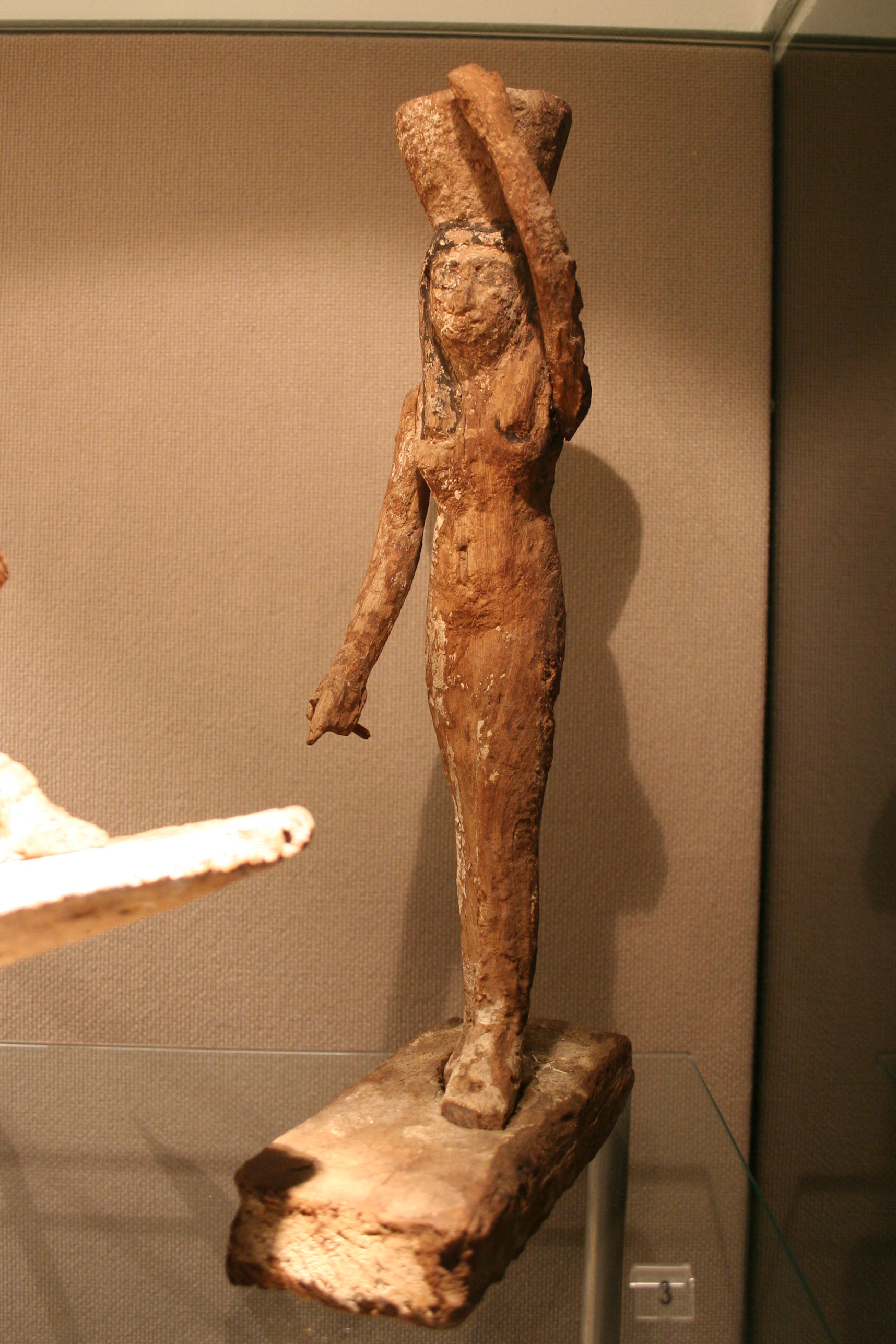
تمثال حاملة القرابين
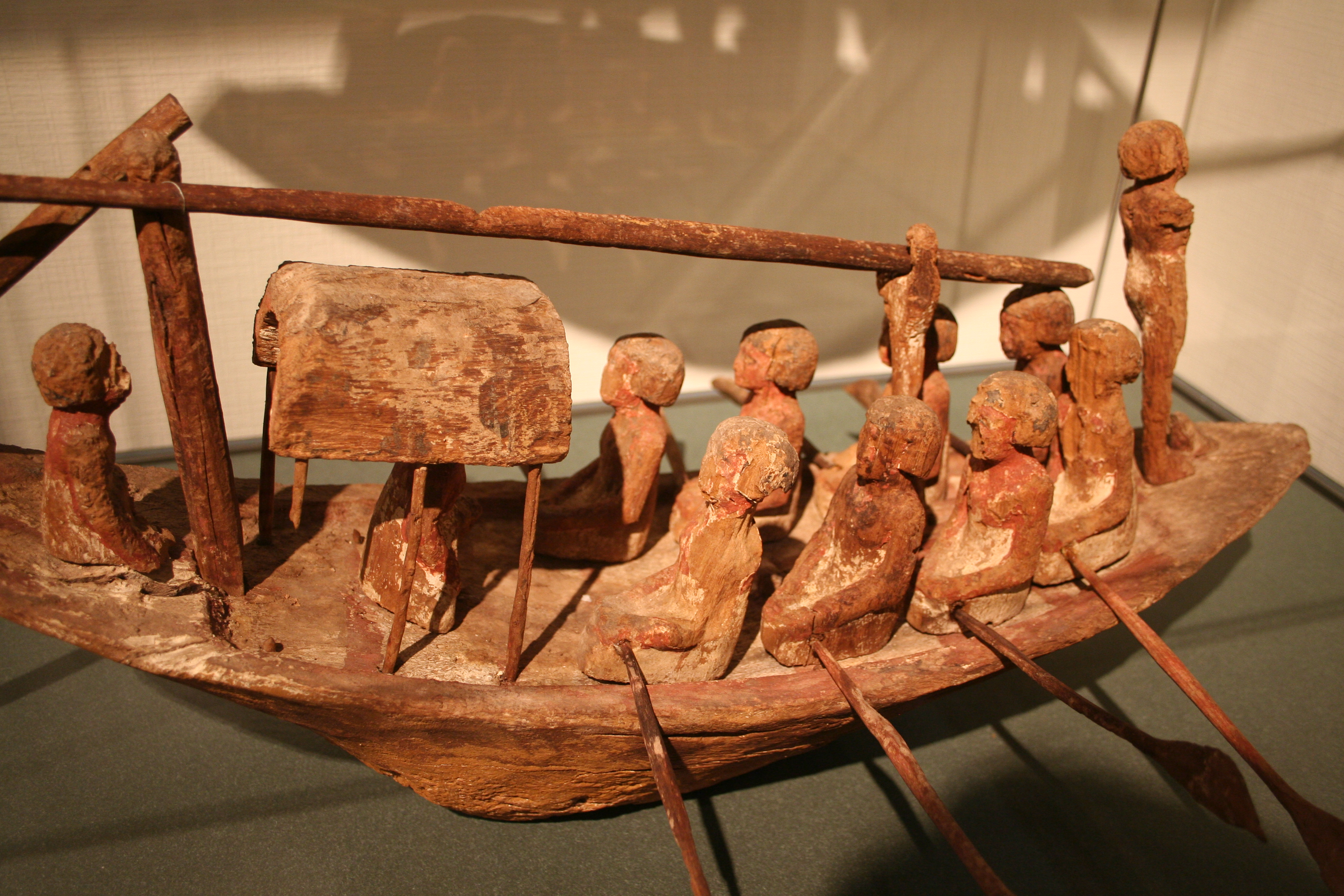
نموذج السفينة
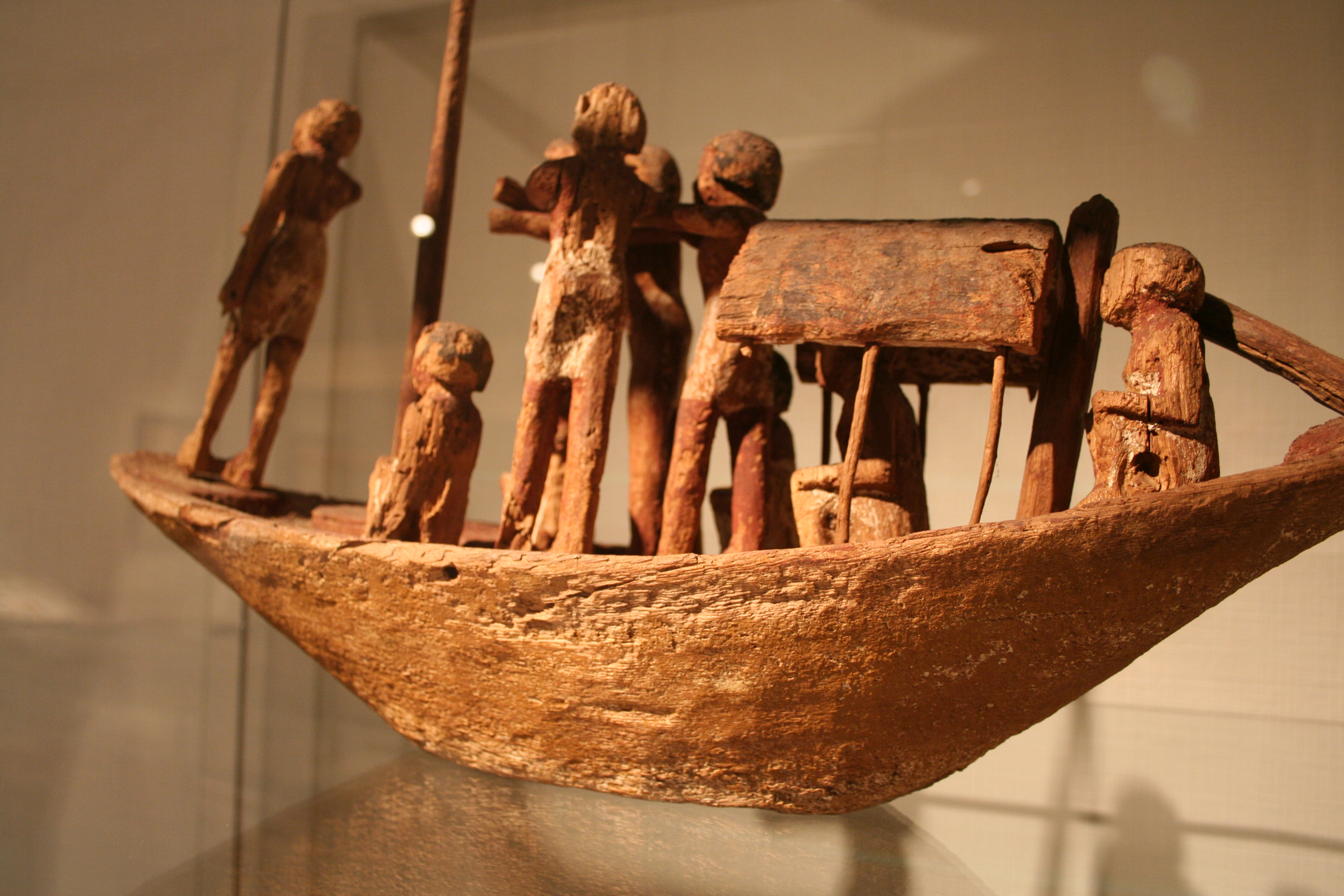
نموذج السفينة
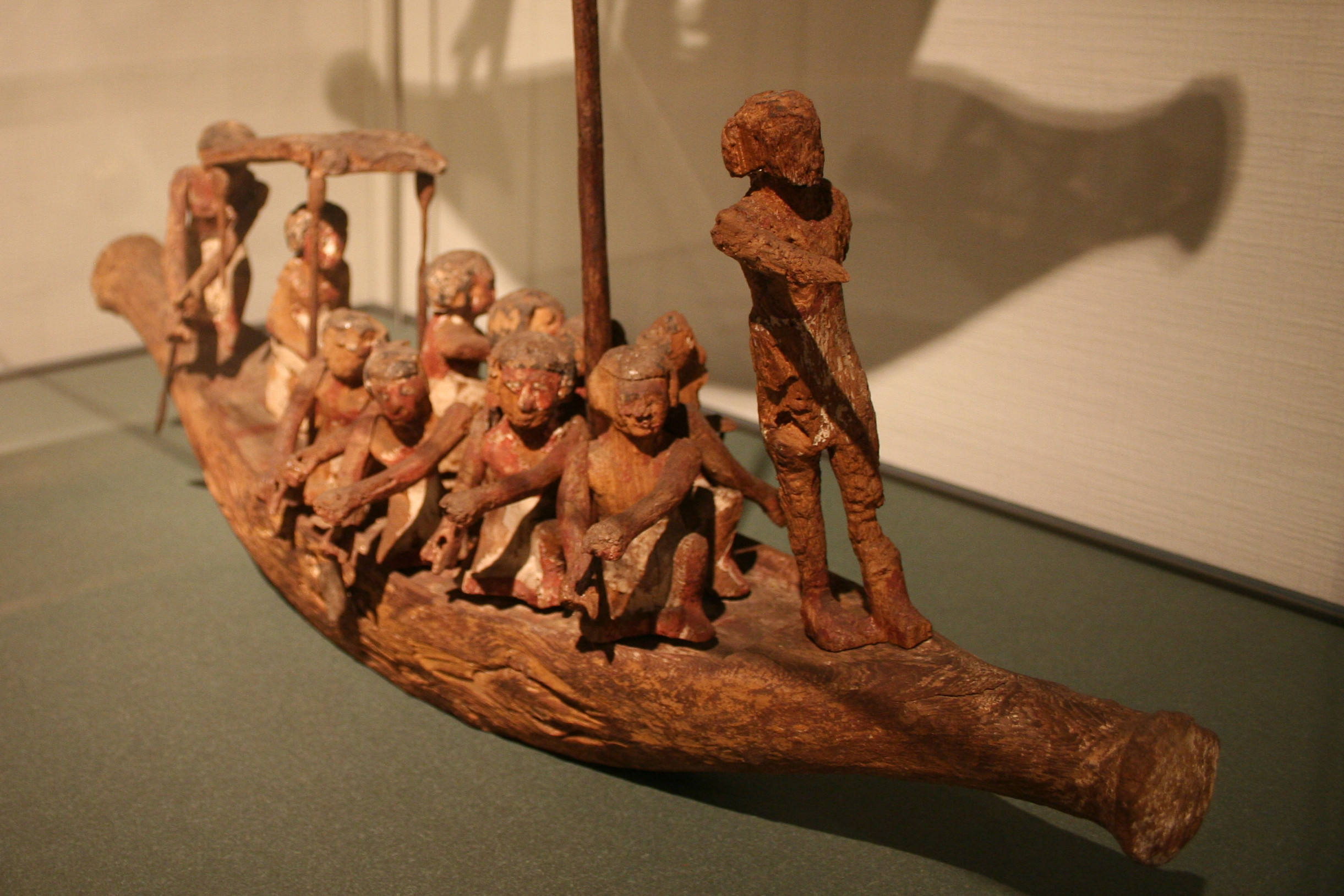
نموذج السفينة
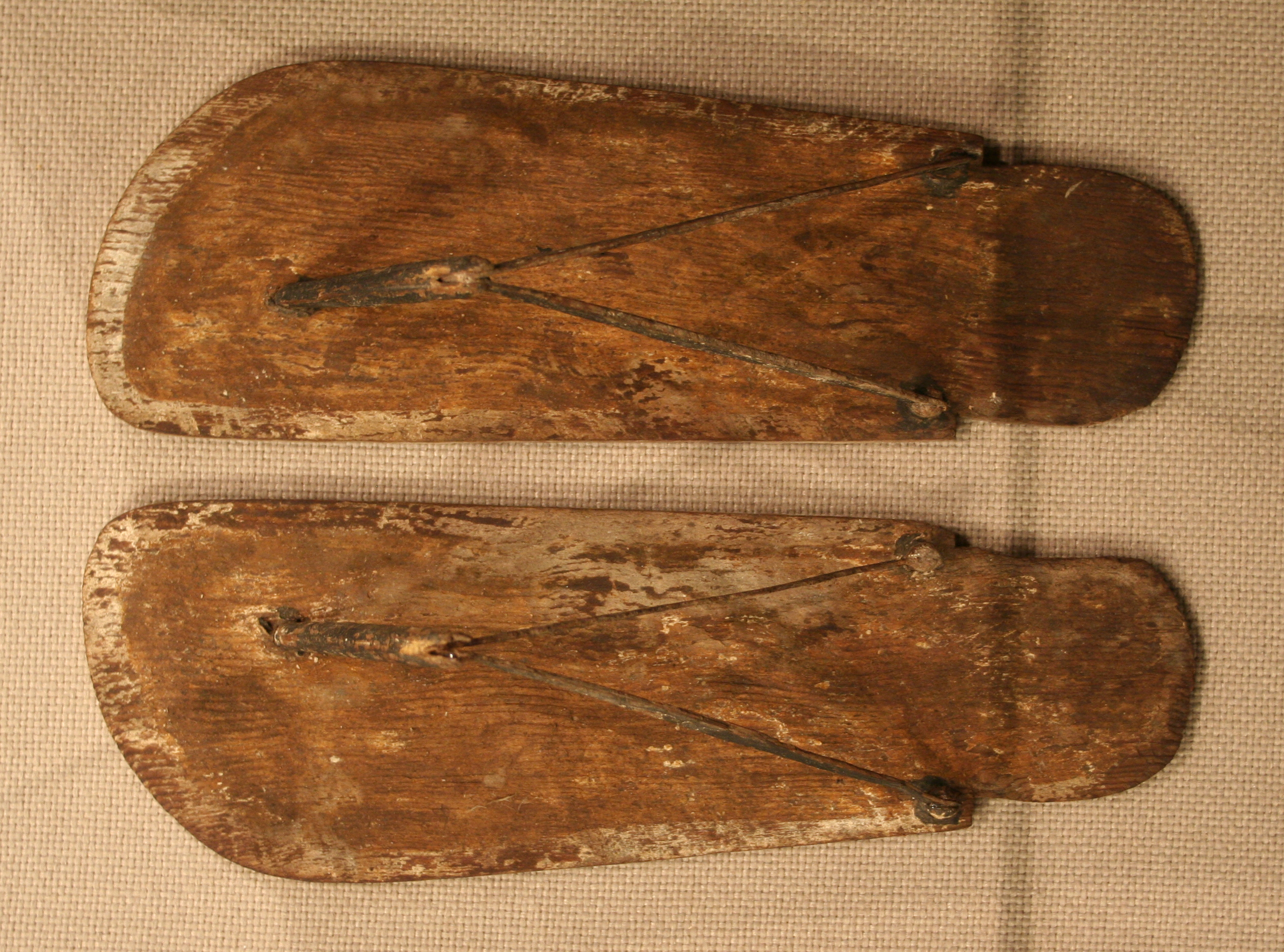
صنادل
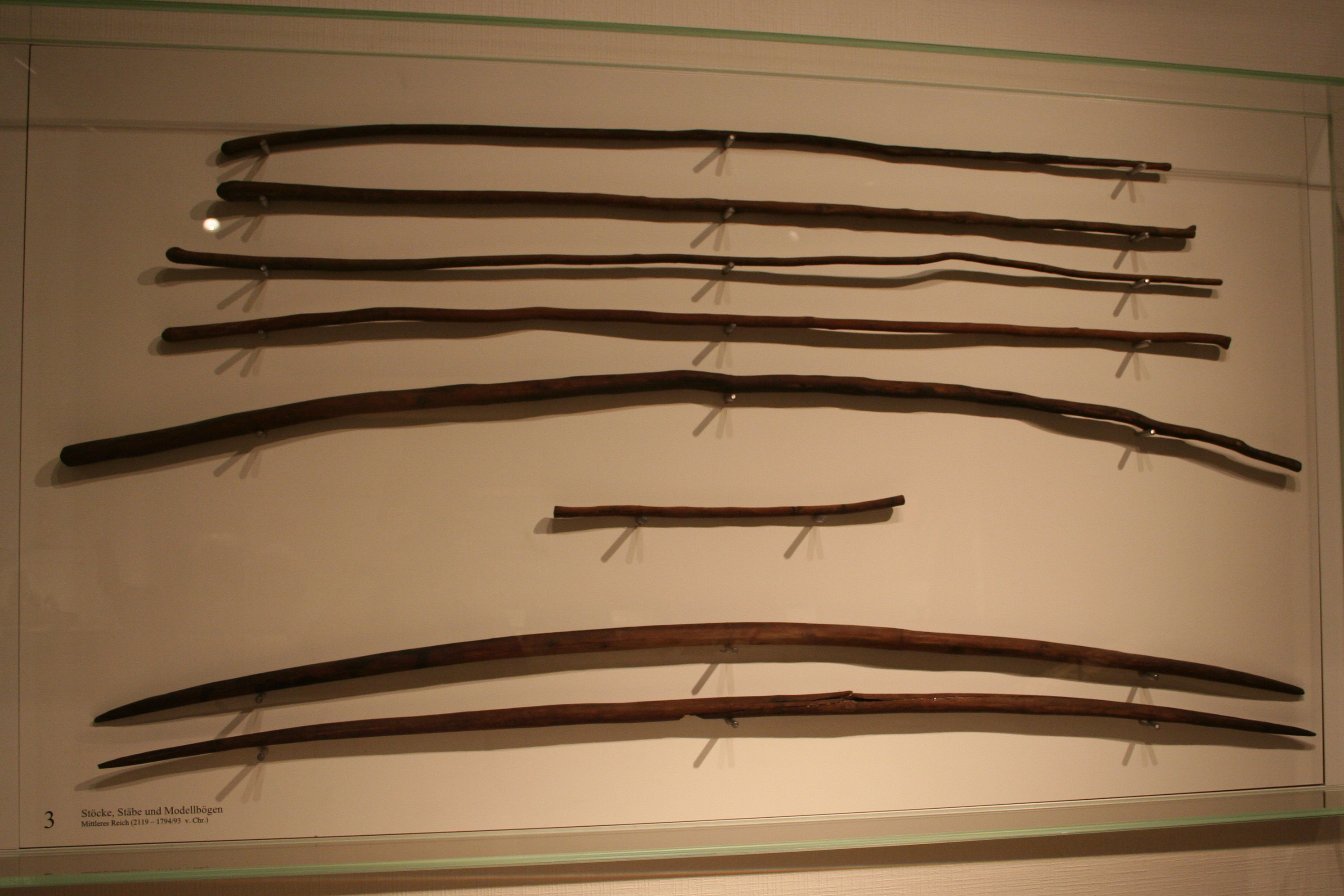
عصي
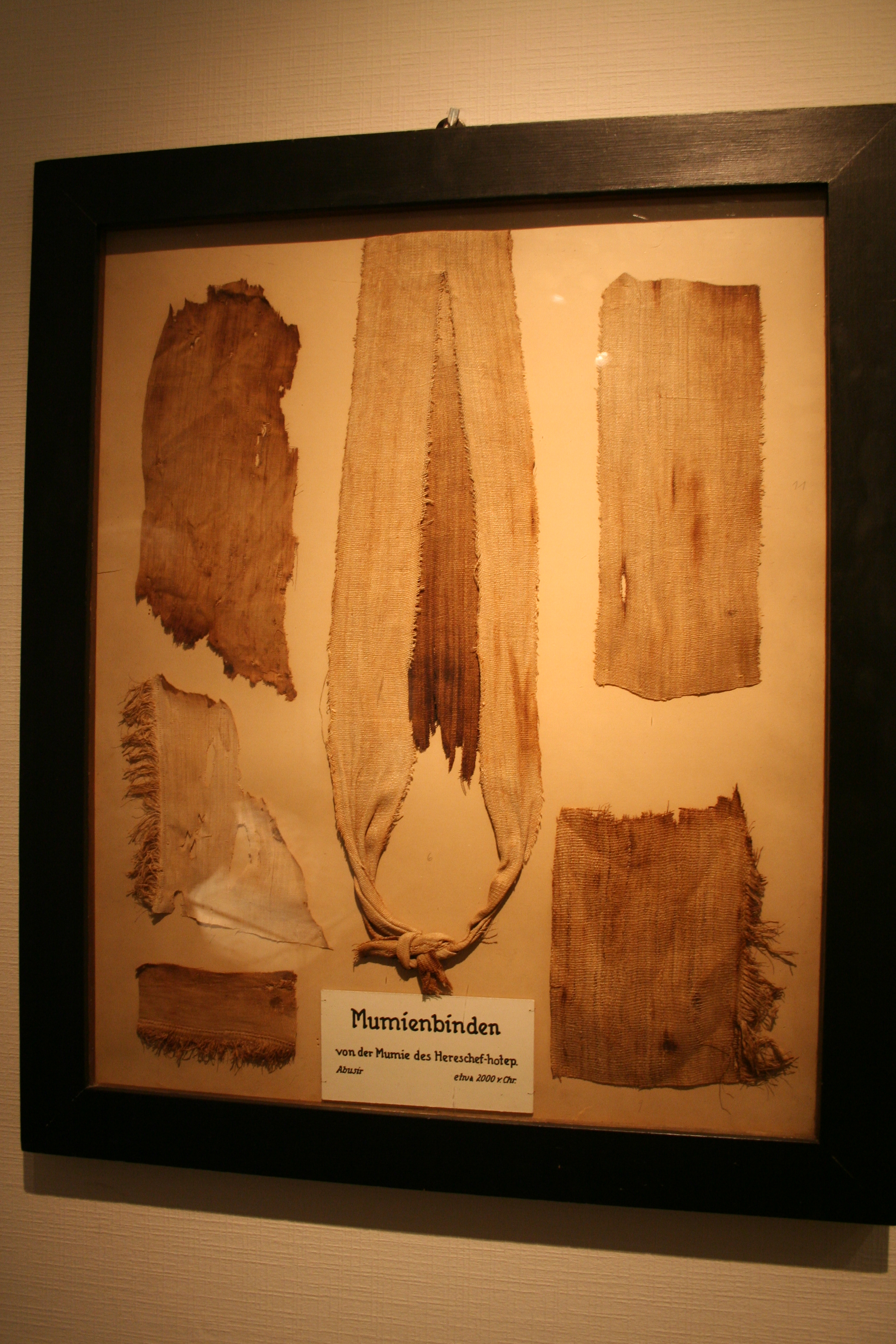
رباطات المومياء

## كتب مرجعية
- Friederike Kampp-Seyfried: Der Sarkophag des Herischef-Hotep/1. Ein Restaurierungskonzept und seine Finanzierung. (تابوت حريشف حتب/1. مفهوم ترميمه وتمويله) In: aMun. Magazin für die Freunde der Ägyptischen Museen. Heft 11, 2001 S. 18–19.
- Renate Krauspe: Das Ägyptische Museum der Karl-Marx-Universität Leipzig. Führer durch die Ausstellung (المتحف المصري بجامعة كارل ماركس في لايبزيغ. دليل المعرض). Hrsg. v. Direktorat für Forschung der Karl-Marx-Universität Leipzig, Leipzig 1987, S. 31–33.
- Renate Krauspe (Hrsg.): Das Ägyptische Museum der Universität Leipzig (المتحف المصري بجامعة لايبزيغ). von Zabern, Mainz 1997, ISBN 3-8053-2007-8, S. 57–63.
- Bertha Porter، Rosalind L. B. Moss: Topographical Bibliography of Ancient Egyptian Hieroglyphic Texts, Reliefs and Paintings. III. Memphis. Part 1. Abu Rawash to Abusir. (الببليوغرافيا الطبوغرافية للنصوص الهيروغليفية المصرية القديمة والنقوش والرسوم. الجزء الثالث. ممفيس. الجزء الأول. أبو رواش إلى أبو صير) 2. Auflage, Clarendon Press, Oxford 1974, S. 346 (Volltext als PDF; 19,6 MB).
- Heinrich Schäfer: Priestergräber und andere Grabfunde vom Ende des Alten Reiches bis zur griechischen Zeit vom Totentempel des Ne-user-Rê (قبور الكهنة ودفنات أخرى من نهاية الدولة القديمة حتى العصر اليوناني من معبد جنازة نوسير رع) (= Wissenschaftliche Veröffentlichung der Deutschen Orient-Gesellschaft. Band 8, ISSN 0342-4464 = Ausgrabungen der Deutschen Orient-Gesellschaft in Abusir 1902–1908. Band 2). Hinrichs, Leipzig 1908, S. 42–81 (Online).
- Oliver Tietze: Der Sarkophag des Herischef-Hotep/2. Ein aufwändiges Vorhaben nähert sich seinem Ende. (تابوت حريشف حتب/2. مشروع مكلف يقترب من نهايته) In: aMun. Magazin für die Freunde der Ägyptischen Museen. Heft 11, 2001 S. 20–25.

## اقرأ أيضا
- مقبرة غا